# Stanisław Adamski (filatelista)
Stanisław Adamski (ur. 1888, zm. 1975) – polski prawnik, bankowiec, sędzia filatelistyczny, publicysta, współzałożyciel Krakowskiego Towarzystwa Filatelistycznego, działacz Lwowskiego Towarzystwa Filatelistycznego. Zajmował się znaczkami pocztowymi wydania krakowskiego, nadrukami "Poczta Polska" oraz dopłatami małopolskimi, wydaniem "Wodzowie", kasownikami prowizorycznymi 1944–1946, stemplami cenzury oraz nadrukami "Groszy". Publikował na te tematy opracowania badawcze.